# Liste der Kulturgüter in Lajoux
Die Liste der Kulturgüter in Lajoux enthält alle Objekte in der Gemeinde Lajoux im Kanton Jura, die gemäss der Haager Konvention zum Schutz von Kulturgut bei bewaffneten Konflikten, dem Bundesgesetz vom 20. Juni 2014 über den Schutz der Kulturgüter bei bewaffneten Konflikten sowie der Verordnung vom 29. Oktober 2014 über den Schutz der Kulturgüter bei bewaffneten Konflikten unter Schutz stehen.
Objekte der Kategorie A sind im Gemeindegebiet nicht ausgewiesen, Objekte der Kategorie B sind vollständig in der Liste enthalten, Objekte der Kategorie C fehlen zurzeit (Stand: 1. Januar 2023).

## Kulturgüter
| Foto | | Objekt | Kat. | Typ | Standort                                | Beschreibung |
| ---- | --- | --- | ---- | --- | --------------------------------------- | ------------ |
| ja   | Datei hochladen · Wikidata zu Kirche Notre-Dame-de-la-Présentation (Q29785453)                                    | Kirche Notre-Dame-de-la-Présentation / Eglise Notre-Dame-de-la-Présentation KGS-Nr.: 03543                                                                            | B    | G   | Dos la Velle 69 577374 / 236521         |              |
| BW   | Datei hochladen · Wikidata zu Bauernhaus . (Q29785454)                                                            | Bauernhaus / Ferme KGS-Nr.: 10852 | B    | G   | Le Bout Dessus 35 576887 / 236339       |              |
| BW   | Datei hochladen · Wikidata zu Envers des Combes, Niederofen zur Reduktion von Eisenerz - Mittelalter (Q110658932) | Envers des Combes, mittelalterlicher Niederschachtofen zur Eisenerzreduktion / Envers des Combes, bas-fourneau médiéval de réduction du minerai de fer KGS-Nr.: 16870 | B    | F/G | Droit des Combes 113a.1 576156 / 237310 |              |